# Oma Säästöpankki
 Oma Säästöpankki Oyj (en français : ma banque d'épargne, abrégé OmaSp) est la plus grande caisse d'épargne indépendante de Finlande. 
Oma Säästöpankki fonctionne séparément des autres caisses d'épargne de Finlande et ne fait pas partie du groupe Säästöpankkiryhmä.

## Présentation
Le siège social de la Banque est situé à Lappeenranta et la Caisse d'épargne est domiciliée à Seinäjoki,.
Oma Säästöpankki est cotée à la Bourse d'Helsinki depuis le 30 novembre 2018.
Le total du bilan est de 3,2 milliards d'euros.
Oma Säästöpankki se concentre sur la banque de détail. 
Les principaux groupes de clients de la Banque sont les personnes privées, les petites et moyennes entreprises et l'agriculture et la foresterie.
Oma Säästöpankki a 40 agences, 270 employés et environ 135 000 clients.

## Agences
Au début 2020, les agences de Oma Säästöpankki sont:
- Akaa
- Alajärvi
- Alavus[9]
- Alavus[10]
- Haapajärvi
- Hamina
- Helsinki
- Hämeenlinna
- Ilmajoki
- Imatra
- Joensuu
- Joroinen
- Jyväskylä
- Kankaanpää
- Kauhajoki
- Kotka
- Kouvola
- Kuortane
- Kurikka[11]
- Lahti
- Lappeenranta
- Lempäälä[12]
- Mikkeli
- Oulu
- Parkano
- Riihimäki
- Savonlinna
- Seinäjoki[13]
- Seinäjoki[9]
- Tampere
- Turku
- Ähtäri

## Actionnaires
Au 29 février 2020, les dix plus grands actionnaires de Oma Säästöpankki étaient:
| #   | Actionnaire                       | Actions    | %     |
| --- | --------------------------------- | ---------- | ----- |
| 1.  | Etelä-Karjalan Säästöpankkisäätiö | 10 526 779 | 35,57 |
| 2.  | Parkanon Säästöpankkisäätiö       | 3 400 000  | 11,4  |
| 3.  | Töysän Säästöpankkisäätiö         | 3 000 000  | 10,1  |
| 4.  | Kuortaneen Säästöpankkisäätiö     | 2 000 000  | 6,7   |
| 5.  | Hauhon Säästöpankkisäätiö         | 1 680 000  | 5,6   |
| 6.  | Rengon Säästöpankkisäätiö         | 1 120 000  | 3,7   |
| 7.  | Suodenniemen Säästöpankkisäätiö   | 800 000    | 2,7   |
| 8.  | Elo                               | 788 405    | 2,6   |
| 9.  | Joroisten Oma Osuuskunta          | 689 150    | 2,3   |
| 10. | Pyhäselän Oma osuuskunta          | 623 850    | 2,1   |